# 鋼鐵墳墓
《鋼鐵墳墓》（英語：Escape Plan）是一部2013年美國動作驚悚片，由麥克·哈夫斯強執導，邁爾士·查普曼（Miles Chapman）及傑森·凱勒撰寫劇本，主演包括席維斯·史特龍、阿諾·史瓦辛格、吉姆·卡維佐、柯蒂斯·「五角」·傑克遜、維尼·瓊斯、文森·唐諾佛利歐及艾美·萊恩。劇情描述越獄專家雷·布瑞林（Ray Breslin，史特龍飾演）被監禁於一間世上最嚴密的非法監獄中，與神秘的獄友艾米·羅麥爾（Emil Rottmayer，史瓦辛格飾演）必須設法從此逃脫。該片同時也是首部由史特龍和史瓦辛格頭銜主演的電影。
起初，該片選定布魯斯·威利主演，並由安東尼·法奎執導電影；而在兩人皆退出該片後，則改由史特龍和史瓦辛格主演，哈夫斯強接手擔任導演。2012年4月16日至2012年6月15日在路易斯安那州紐奧良進行主要拍攝。《鋼鐵墳墓》2013年7月18日登上聖地牙哥國際漫畫展首映，2013年10月18日於美國上映。《鋼鐵墳墓》雖然在美國的票房收益不佳，但在海外市場上卻獲得了熱烈的歡迎，全球票房總計1.37億美元；該片在影評界獲得了褒貶不一的評價，主要被影評人批評該片的故事老套、牽強，角色間的火花不足，但也認為其娛樂性及史特龍和史瓦辛格的合作看點仍能滿足部分的觀影者。
在第34屆金酸梅獎上，史特龍藉此入圍最差男主角。續集《鋼鐵墳墓2》2018年在美國以VOD的方式發行，而其他國家仍在影院上映。第二部續集《鋼鐵墳墓3》於2019年推出。

## 劇情
雷·布瑞林是一名前檢察官，他現擁有著一間洛杉磯保安系統公司布瑞林-克拉克（Breslin-Clark），該公司專門測試超高度安全級別監獄的可靠性。布瑞林花費了一生的時間進入監獄，研究他們的設計和守衛的習性以尋找和利用他們的弱點，來使自己能順利逃獄。他的目標是能消除每所監獄的弱點而確保入獄的罪犯留在當中；原因在於過去，布瑞林的妻小遭到了被他成功起訴的逃犯所殺害。
布瑞林在成功逃出一所監獄後，和他的商業夥伴萊斯特·克拉克馬上收到了中央情報局（CIA）探員潔西卡·麥爾所提出的一項價值數百萬美元的交易，將以強迫失蹤的方式將布瑞林送入獄，用於測試一所絕密監獄中是否有使人逃脫的漏洞。但這一次，因有助於在逃脫時將外部幫助的風險降至最低，布瑞林和他的同事不能知道監獄的位置。布瑞林最後同意該協議，並以西班牙恐怖分子「安東尼·波多」的身份允許自己在路易斯安那州紐奧良被捕。但當綁走自己的人從他的胳膊上取出追蹤晶片並給他服用昏迷藥物後，這阻止了布瑞林的同事知曉他的所在處。
布瑞林在一間沒有外窗的玻璃牢房中醒來，並意識到典獄長不是他應該會見的那個人。之後，他遇見了獄友艾米·羅麥爾，對方自稱認識一名被稱作現代羅賓漢的男子「維克多·默罕」。當布瑞林取得羅麥爾的信任後，自稱能使他們逃出這裡，而開始對單獨禁閉室進行研究，該室使用高倍率鹵素燈對囚犯造成暈眩和脫水。當發現該禁閉室地板的鉚釘是由鋼鐵製成而非防潮鋁時，羅麥爾在布瑞林的要求下從典獄長威拉·哈柏的辦公樓偷拿到一枚金屬片，之後兩人和穆斯林囚犯賈維德再次被關進禁閉室。布瑞林使用金屬板將燈光聚焦至鉚釘周圍的鋼材，當鋼材膨脹時使鉚釘彈開，使布瑞林得以打開地板進入下方的通道。他發現該監獄是在一艘行駛於海洋中央的大型貨船內部，要像以往的越獄完全不可能。
典獄長哈柏亦因此察覺到布瑞林的真實身份，而決定永遠單獨囚禁布瑞林，布瑞林向哈柏提出了一項交易，聲稱自己幫哈柏向羅麥爾問出默罕的下落，以換取自己出獄；哈柏最後同意了這項協議。
與此同時，布瑞林的同事愛比蓋兒·羅斯和哈許發現布瑞林工作的薪水被凍結時開始對克拉克起了疑心。他們從駭客文件中得知，代號「鋼鐵墳墓」（The Tomb）的監獄是由一家私營的非法組織所擁有，而羅斯和哈許也發現克拉克正與哈柏保持聯繫，企圖將布瑞林永遠囚禁於獄中。
羅麥爾說服獄友賈維德，讓他向哈柏說自己知道有人正打算逃獄，以換取賈維德能在室外的甲板上進行夜間禱告。在甲板上時，賈維德利用布瑞林自製的簡易六分儀來獲得船的緯度。以緯度和天氣來看，布瑞林和羅麥爾推斷他們在摩洛哥附近的大西洋。布瑞林說服醫務室的凱利醫生來幫自己發送電子郵件給默罕，以幫助他們逃脫。之後，當布瑞林從他的牢房發送一組點按代碼，以誤導哈柏派人至區來防止即將引發的暴動。但因大部分的衛兵都被派往區，使羅麥爾得以在區引起騷亂。在場面陷入混亂時，布瑞林、羅麥爾及賈維德打算跑向甲板；在過程中，布瑞林殺死了德瑞克，但賈維德在逃跑時則被哈柏及其手下槍殺。布瑞林到機房關閉所有的電氣系統，好讓羅麥爾有時間在備用發電機上線前打開甲板上的艙口，而默罕派出的直昇機則和船上的守衛們發生槍戰。布瑞林則透過自動供水系統沖到船底，最後在逃離上直昇機時，藉由朝汽油桶開槍來炸死哈柏。
他們登陸於摩洛哥的海灘。羅麥爾透露，潔西卡探員就是自己的女兒，而「羅麥爾」這名字只是代號，以示自己正身於高設防監獄。而潔西卡所安排的假名「波多」亦是一個逃脫代號，用於告知羅麥爾——布瑞林是盟友；而羅麥爾自己實際上就是「維克多·默罕」，同時，布瑞林問了潔西卡，關於克拉克知道的部分，潔西卡告訴布瑞林，克拉克知道的是一開始的部分，但後續他跟「鋼鐵墳墓」的組織私自接觸，並提到克拉克是負責他的運送工作，羅麥爾問布瑞林是否要搭便車，布瑞林婉拒了。後來，羅斯在摩洛哥的機場告訴布瑞林，他們發現如果能證明監禁布瑞林的監獄無法逃脫，那克拉克將獲得每年500萬美元的年薪，並成為「鋼鐵墳墓」的執行長。而另一方面，東窗事發逃跑的克拉克則被哈許追蹤至邁阿密，並將克拉克關在MSC貨船上的一個貨櫃箱中，前往一個未知的目的地，然而他逃不出去，隨著汽車電瓶沒電，氣得哇哇大叫。

## 演員

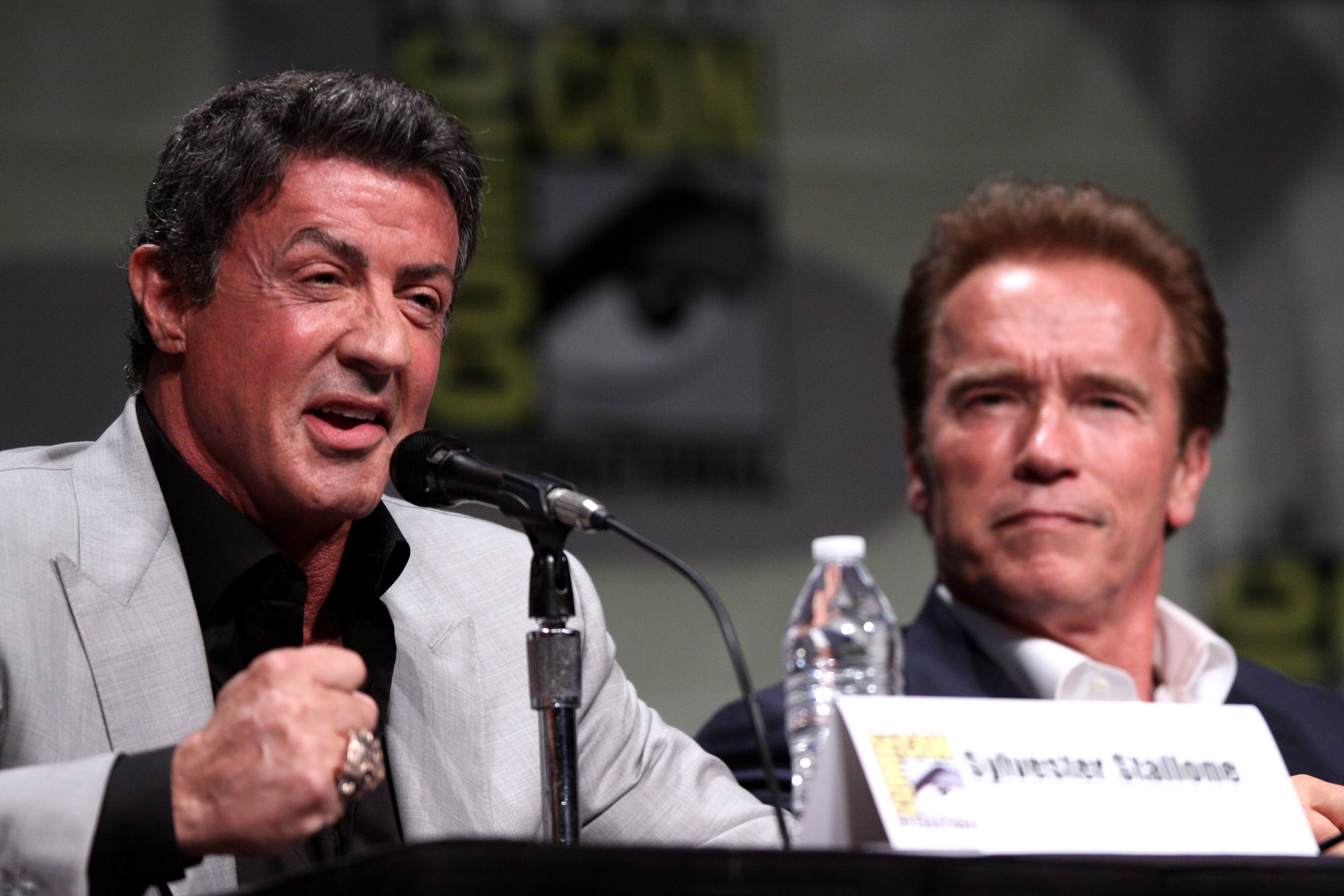
《鋼鐵墳墓》為首部由席維斯·史特龍（左）和阿諾·史瓦辛格（右）頭銜主演的電影。

- 席維斯·史特龍[13][14]飾演雷·布瑞林／安東尼·波多（Ray Breslin／Anthony Portos）：布瑞林-克拉克保安系統公司的負責人，同時也是世上最厲害的越獄專家。
- 阿諾·史瓦辛格[15][16][17]飾演艾米·羅麥爾／維克多·默罕（Emil Rottmayer／Victor Mannheim）：布瑞林的獄友，同時也是握有機密技術的奧地利銀行家。
- 吉姆·卡維佐[18][19]飾演威拉·哈柏（Warden Hobbes）：非法監獄「鋼鐵墳墓」的典獄長，機靈且冷血。
- 柯蒂斯·「五角」·傑克遜[20]飾演哈許（Hush）：布瑞林公司的同事兼電腦專家。
- 山姆·尼爾[21]飾演凱利醫生（Dr. Kyrie）：「鋼鐵墳墓」的醫生，私下幫助著布瑞林。
- 維尼·瓊斯[22]飾演德瑞克（Drake）：哈柏的私人助理兼監獄的守衛領導者。
- 凱特瑞納·巴爾夫（英语：Caitriona Balfe）[23]飾演潔西卡·麥爾（Jessica Mayer）：中央情報局（CIA）探員。
- 文森·唐諾佛利歐[20]飾演萊斯特·克拉克（Lester Clark）：布瑞林公司的合夥人，私下與哈柏有所聯繫。
- 艾美·萊恩[20]飾演愛比蓋兒·羅斯（Abigail Ross）：布瑞林公司的高層兼友人。
- 法倫·泰賀（英语：Faran Tahir）[24]飾演賈維德（Javed）：穆斯林罪犯，布瑞林和羅麥爾的結盟者。

## 製作
該片的發展始於2010年5月，據報導，演員布魯斯·威利有望主演頂峰娛樂的越獄電影；該劇本為邁爾士·查普曼（Miles Chapman）撰寫，並由傑森·凱勒對其重寫，蘿碧·布瑞恩納及馬可·康頓將擔任監製，而安東尼·法奎正在會談擔任導演。其內容描述威利將飾演的越獄專家雷·布瑞林（Ray Breslin）在分析每所高嚴密監獄並學會許多的生存技能後，他總能順利的用計逃脫；但當他被陷害監禁於根據自己的監獄漏洞書所設計的監獄後，布瑞林必須逃出此地並找出害自己入獄的人。
之後，威利和法奎相繼退出該片。2011年10月27日，席維斯·史特龍有望擔任主演。阿諾·史瓦辛格原本有望接替威利擔任主演，但因他已選擇《重擊防線》而被認為希望渺茫；但於2012年1月11日，據報導，史瓦辛格將加入的演出；該消息於一個月後被證實，且他將飾演史特龍角色的獄友。2012年2月8日，瑞典導演麥克·哈夫斯強確認接手的導演一職。2012年2月21日，吉姆·卡維佐加入該片的演出，其飾演的角色將是監獄的典獄長，同時也是片中的主要反派。同年4月，據報導，艾美·萊恩將飾演史特龍角色的商業夥伴兼戀人，文森·唐諾佛利歐將飾演說服史特龍角色在退休前接受最後一份工作的人，而柯蒂斯·「五角」·傑克遜和維尼·瓊斯也確認參演；其中，瓊斯飾演的角色是名沒有道德準則的無情守衛。其他演員包括山姆·尼爾、法倫·泰賀及凱特瑞納·巴爾夫。2013年4月9日，該片從原本的改名為《鋼鐵墳墓》（Escape Plan）。
主要拍攝於2012年4月16日至2012年6月15日在路易斯安那州紐奧良進行。其預算超過7000萬美元，這也是導演哈夫斯強在當時拍過預算最高的電影。在拍攝過程中，史特龍在一場扛著沉重的包裹爬著梯子的戲中弄傷了自己的小腿，需縫上70針才能修補其傷口；這也提醒了史瓦辛格決定先熱身再上場參與拍攝。

## 音樂
| 評論得分 | 評論得分 |
| 來源     | 評分     |
| -------- | -------- |
| [ 37 ]   | 4.91/5   |

《鋼鐵墳墓》的電影配樂是由英國作曲家艾利斯·赫菲斯所負責。赫菲斯對於該片的音樂目標為「主要目的是讓觀眾找到樂趣。這部電影是個很棒的旅程。我希望他們在離開時，認為他們在電影中度過了一個美妙的夜晚。我希望音樂能夠增加這一點。」此外，身為史瓦辛格粉絲的赫菲斯也表示，自己最喜歡的史瓦辛格電影配樂前三名依序為《魔鬼大帝：真實謊言》（1994年）、《魔鬼總動員》（1990年）和《魔鬼終結者》（1984年）。
在美國，《鋼鐵墳墓》的電影原聲帶於2013年10月14日發行數位版和實體唱片版；而英國及歐洲地區則於2013年10月15日發行。
| 曲目列表 | 曲目列表                             | 曲目列表 |
| 曲序     | 曲目                                 | 时长     |
| -------- | ------------------------------------ | -------- |
| 1.       | Bendwater High Security Prison       | 2:43     |
| 2.       | Escaping Bendwater                   | 3:30     |
| 3.       | One Last Job                         | 3:13     |
| 4.       | Enter The Tomb                       | 2:31     |
| 5.       | Meeting Rottmeyer                    | 3:47     |
| 6.       | The Favour Man                       | 3:22     |
| 7.       | Where Is Here?                       | 4:07     |
| 8.       | Breaking Out Of The Box              | 6:14     |
| 9.       | Breaking Breslin                     | 3:33     |
| 10.      | Plan B - Introducing Javed           | 6:07     |
| 11.      | Striking A Deal With Hobbs           | 5:05     |
| 12.      | The Riot                             | 5:06     |
| 13.      | Goodbye Javed                        | 4:11     |
| 14.      | The Escape & Finale                  | 10:13    |
| 15.      | Escape Plan Theme (Remix)            | 2:10     |
| 16.      | Escape Plan Theme (Amon Tobin Remix) | 2:25     |
| 总时长： | 总时长：                             | 1:08:17  |

## 發行
《鋼鐵墳墓》起初由頂峰娛樂排定於2013年9月27日美國上映，後提前至2013年9月13日；但後來上映日又改為2013年10月18日。在正式上映前，該片亦於2013年7月18日登上聖地牙哥國際漫畫展首映。2013年6月27日，IGN網站釋出首支預告片。
本片的藍光影碟組合包（包含DVD和數位高畫質UltraViolet）及隨選視訊（VOD）版本由獅門家庭娛樂公司發行於2014年2月4日，並提前於2014年1月21日發行高畫質的數位版。《鋼鐵墳墓》雖然院線收益表現不佳，但在家庭媒體上卻受到了歡迎；截至2014年2月9日，該片在Nielsen VideoScan公司的首週影片銷售榜上排名第一，此調查包括了該片的、藍光影碟組合包及線上數位租片版。而在尼爾森專用的藍光光碟銷售榜上，《鋼鐵墳墓》的首週銷售量位居第二，輸給了排名第一的《無厘取鬧：祖孫卡好》。

## 反響

### 評價
《鋼鐵墳墓》整體獲得了褒貶不一的評價。在爛番茄網站上，該片根據107篇評論而持有50%的新鮮度，平均得分5.4 / 10；該網站共識：「看見席維斯·史特龍和阿諾·史瓦辛格在銀幕上合作相當有趣，但《鋼鐵墳墓》卻未能帶來比80年代爆米花驚悚片扁平模仿更多的事物。」而在Metacritic網站上，該片根據33篇評論，則獲得了49分，這代表著「好壞平均參雜的評價」。據CinemaScore調查，觀眾的反響在A+至F間落於「B+」。
《Time Out》的湯姆·赫德爾斯頓（Tom Huddleston）從滿分五顆星中給了該片兩顆星的評價，並表示：「對於像是查克·羅禮士或甚至是尚-克勞德·范·達美來說，都將會成為一個絕妙的量身打造。但這兩位令人敬畏，非常有看頭的老派英雄值得更好的待遇。」羅傑·伊伯特網站的史提夫·布恩（Steven Boone）從滿分五顆星中給了僅1.5顆星的負面評價，他批評該片整體老套、平庸，浪費了真正能使人懷舊的機會，且打鬥和槍戰都缺乏風格及懸念。
數碼間諜網站的班·羅森-瓊斯（Ben Rawson-Jones）從滿分五顆星中給了該片四顆星的評價，他在評論中寫道：「無視那些現今以年輕人主導的文化氛圍中刪去明星魅力就減少了幹勁的人。這些所謂的老狗有著充足的生命——但他們的效果依賴於一份聰明的腳本基礎，以充分發揮他們的優勢和觀眾對他們明星角色的認知。」IGN的吉姆·韋沃達（Jim Vejvoda）從滿分10分中給了該片6.5分的評價，他認為批評片中的越獄荒謬、不切實際，且史特龍和史瓦辛格在《鋼鐵墳墓》中的表現還不如《浴血任務》（2010年），但兩人在片中各有著令人驚喜的表現；此外，韋沃達也稱讚了吉姆·卡維佐的演出，甚至表示「他會成為一個偉大的龐德反派。」
《紐約時報》的尼爾·金茲林格（Neil Genzlinger）給了該片中等的評價，並在評論中寫道：「導演麥克·哈夫斯強有效率的推動懸念的按鈕，而該片的曲折情節對於那些要求不那麼苛刻的人們來說是很好的掩飾。史特龍和史瓦辛格的場面有點讓人失望——這是他們第一次以頂尖主演的聯合巨星所做出的配對，但劇本從未給他們帶來令人難忘的交流，好讓粉絲高興地尖叫。但總而言之，《鋼鐵墳墓》完成了它所要做的事。」

### 票房
在美國和加拿大，《鋼鐵墳墓》與《魔女嘉莉》和《危機解密》同週上映並競爭；該片於美國首週從2883間戲院中獲得了989萬美元的票房，位居當週票房排名第五，其中男性觀眾佔了55%，這符合分析師原先預測的成績（不到1000萬美元）；最終在美國國內僅賣出2510萬美元，表現不佳。相反地，該片在海外市場上獲得了歡迎。來自五十三個國家的首週票房總計6300萬美元，上映國家包括法國、德國、韓國、澳大利亞和日本；其中，中國就佔了2280萬美元。國際票房總計1.122億美元，整整是該片預算的兩倍多，使該片的全球票房最終總計為1.37億美元。

## 獎項
| 年份 | 獎項           | 類別         | 得獎人或提名人 | 結果 | 參考   |
| ---- | -------------- | ------------ | -------------- | ---- | ------ |
| 2013 | IGN夏季電影獎  | 最佳動作電影 | 《鋼鐵墳墓》   | 提名 | [ 56 ] |
| 2014 | 第34屆金酸梅獎 | 最差男主角   | 席維斯·史特龍  | 提名 | [ 57 ] |

## 續集
2017年2月，據報導，《鋼鐵墳墓》的續集正在發展中，史特龍證實自己將回歸飾演雷·布瑞林一角。該片選定由史蒂芬·C·米勒執導，邁爾士·查普曼也以編劇身份回歸。柯蒂斯·「五角」·傑克遜也將回歸飾演哈許，其他演員包括戴夫·巴帝斯塔和潔米·金。2017年3月，在《鋼鐵墳墓2》（英語：Escape Plan 2: Hades）在喬治亞州亞特蘭大拍攝的同時，史特龍也透露第三部電影正在計劃中。《鋼鐵墳墓2》定於2018年6月29日在美國以隨選視訊（VOD）的方式發行，而在海外市場仍會在戲院上映。
早於《鋼鐵墳墓2》上映的2017年4月，第三部電影進入計劃階段，史特龍也已再度簽約回歸演出。2017年9月，《鋼鐵墳墓3》已開始拍攝，由約翰·赫茲費爾德執導，且除了巴帝斯塔回歸演出外，張晉也確認參演。該片2019年7月2日在美國以DVD、藍光及VOD的方式發行。

## 備註
1. ↑  在本片中，傑森·凱勒掛名為「阿內爾·耶斯科」[1]。
2. 中國前譯為《活人墓》[10]。
3. ↑  史特龍和史瓦辛格首部合作的電影為《浴血任務》（2010年），但片中的史瓦辛格戲份僅是客串而稱不上是主演[12]。
4. ↑  除了《鋼鐵墳墓》外，史特龍也憑《頭號目標》和《進擊的大佬》而入圍該獎項[57]。

## 外部連結
- 官方网站
- 鋼鐵墳墓的Facebook專頁
- 互联网电影数据库（IMDb）上《鋼鐵墳墓》的资料（英文）
- 爛番茄上《鋼鐵墳墓》的資料（英文）
- Metacritic上《鋼鐵墳墓》的資料（英文）
- Box Office Mojo上《鋼鐵墳墓》的資料（英文）
- 開眼電影網上《鋼鐵墳墓》的資料（繁體中文）
- 豆瓣电影上《鋼鐵墳墓》的資料 （简体中文）
- 时光网上《鋼鐵墳墓》的資料（简体中文）